# Hogdals distrikt
Hogdals distrikt är ett distrikt i Strömstads kommun och Västra Götalands län. 
Distriktet ligger vid kusten, norr om Strömstad, i distriktet ligger svenska fastlandets västligaste punkt Ledsund.

## Tidigare administrativ tillhörighet
Distriktet inrättades 2016 och utgörs av en del av området Strömstads stad omfattade till 1971, delen som före 1967 utgjorde Hogdals socken.
Området motsvarar den omfattning Hogdals församling hade vid årsskiftet 1999/2000.